# 6e armée (Empire ottoman)
Pour les articles homonymes, voir 6e armée.
La 6e armée ottomane est une grande unité (armée) de l'armée ottomane créée à partir du commandement régional d'Irak (en). Elle combat pendant la Première Guerre mondiale en Orient où elle remporte la victoire de Kut-el-Amara. Décimée à la fin de la campagne de Mésopotamie, elle perd Bagdad et évacue le vilayet de Mossoul après l'armistice, une partie de ses hommes se joignant aux milices locales contre les chrétiens et les Britanniques.

## Origines (1877-1913)
En 1877, la 6e armée a son commandement à Bagdad. Elle est composée de :
- 6 régiments d'infanterie de ligne
- 6 bataillons de tirailleurs
- 2 régiments de cavalerie de ligne
- Un régiment d'artillerie (6 batteries)
- Une compagnie de sapeurs[1]

Après la révolution des Jeunes-Turcs en 1908, les forces armées sont réorganisées. La 6e armée comprend alors 3 divisions et une brigade d'active et sert d'inspection pour 4 divisions de réserve (redif) dont 3 en Irak et une en Anatolie :
- 11e division d'infanterie
- 12e division d'infanterie
- 6e division d'infanterie
- 15e brigade d'artillerie[2]

Divisions de réserve :
- 21e division de réserve (Bagdad)
- 22e division de réserve (Bassorah)
- 23e division de réserve (Kelkit)
- 24e division de réserve (Mossoul)[3]

En 1911, la 6e armée est remplacée en Mésopotamie par la 4e armée.

## Première Guerre mondiale

### Entrée en guerre, août 1914 - avril 1915

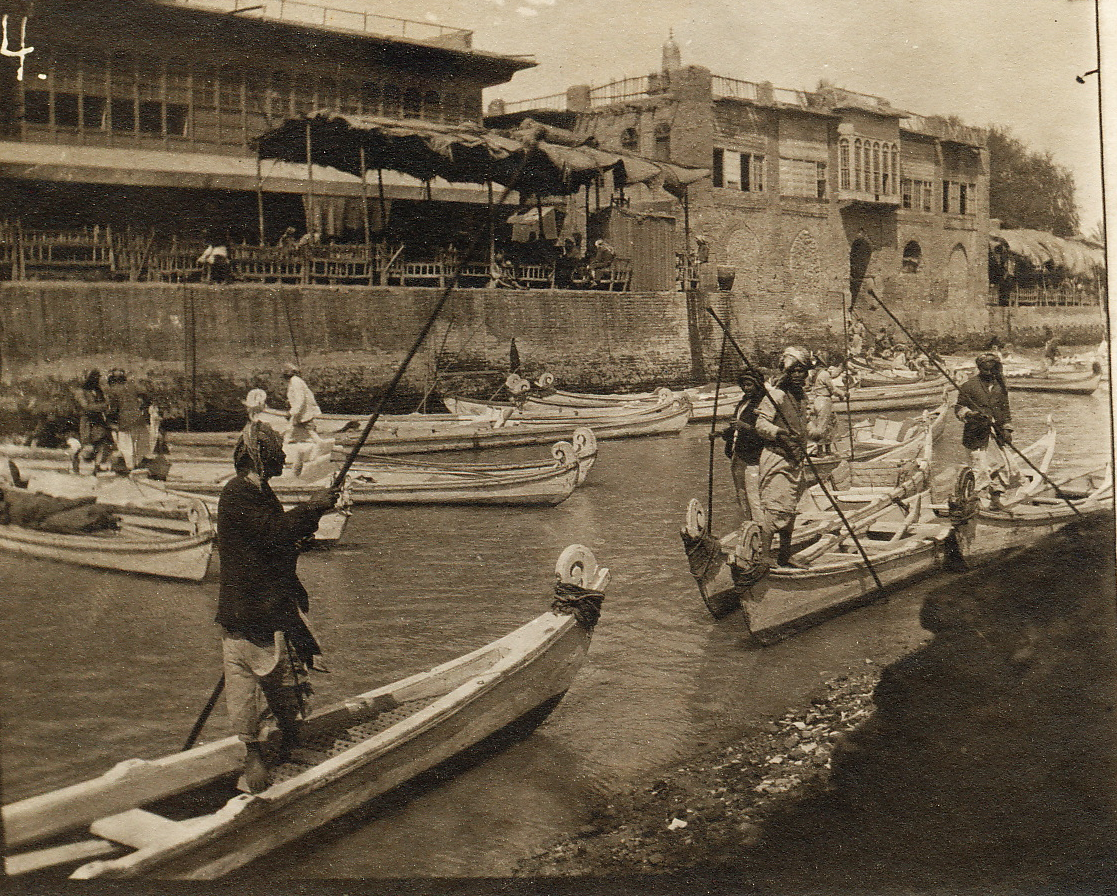
Bassorah en 1913.

Pendant la phase de mobilisation qui prélude à l'entrée de l'Empire ottoman dans la Première Guerre mondiale, la 4e armée dispose de forces relativement importantes en Mésopotamie : le XIIe corps (35e et 36e divisions) et le XIIIe corps (37e et 38e divisions). Cependant, le commandement d'armée et la totalité du XIIe corps sont transférées au Levant tandis que le commandement du XIIIe corps avec la 37e division est transféré à la frontière du Caucase russe. Le commandement régional d'Irak (en), commandé par Cavit Paşa, ne dispose plus que de la 38e division avec une poignée de gendarmes et de garde-frontières, dispersée en plusieurs positions mal fortifiées le long du Tigre : elle n'a qu'un seul bataillon à Fao lorsque les Britanniques y débarquent. Cette force réduite ne peut empêcher l'occupation de Bassorah par l'armée coloniale britannique qui entre dans la ville le 26 novembre 1914. La population arabe, massivement fidèle au sultan Mehmed V, calife de l'islam, accepte mal cette occupation par une puissance non musulmane.
Enver Pacha, ministre de la guerre, décide alors de renforcer le commandement d'Irak. Süleyman Askerî Bey (en), chef de l'Organisation spéciale, est nommé à la tête du Commandement régional d'Irak : il arrive à Bagdad le 20 décembre 1914, amenant avec lui une unité de commando créée initialement en vue d'un débarquement à Odessa, ainsi qu'un détachement de pompiers de Constantinople. Il prévoit de les envoyer incendier la raffinerie d'Abadan, propriété de l'Anglo-Persian Oil Company et pièce majeure de la stratégie britannique, ce qui oblige les Britanniques à déployer une brigade le long de la frontière persane. La 35e division est ramenée du Levant vers la Mésopotamie. Les Ottomans constituent une ligne de défense autour d'Al-Qurnah, au confluent du Tigre et de l'Euphrate, prise par les Britanniques à l'issue de la bataille d'Al-Qurnah (en) (5-9 décembre 1914).
En janvier 1915, le Commandement régional d'Irak comprend les unités suivantes :
- 38e division (3 800 hommes)
- 35e division
  - Deux régiments de recrutement arabe
- Irréguliers arabes (11 000  à   40 000 hommes)[6].

Une mission allemande de 70 spécialistes, commandée par le major Friedrich Klein (de), tente d'organiser des actions anti-britanniques telles que la pose de mines dans le Chatt-el-Arab, sans grand succès.
Süleyman Askerî obtient le soutien des chefs religieux musulmans, y compris des chiites, pourtant peu favorables au sultan ottoman sunnite mais qui appellent à la guerre sainte contre les ennemis de l'islam. Le 20 janvier 1915, il est blessé au pied lors d'un accrochage. En avril, il ordonne une offensive générale contre les positions britanniques à Shaiba (en). La cavalerie irrégulière arabe, qui n'a que des armes blanches et de rares fusils contre les canons et mitrailleuse britanniques, se débande dès le début du combat : la bataille de Shaiba (en) (12-14 avril) est une défaite sévère pour les Ottomans qui perdent 3 000 tués et blessés et 400 prisonniers. Le 14 avril au soir, Süleyman Askerî se suicide. Son adjoint, Ali Çetinkaya (en), le remplace par intérim. Le commandement est ensuite confié à Noureddine Bey. Les Arabes des marais profitent de la déroute ottomane pour s'emparer de plusieurs milliers de fusils Mauser.

### La route de Bagdad, avril - novembre 1915

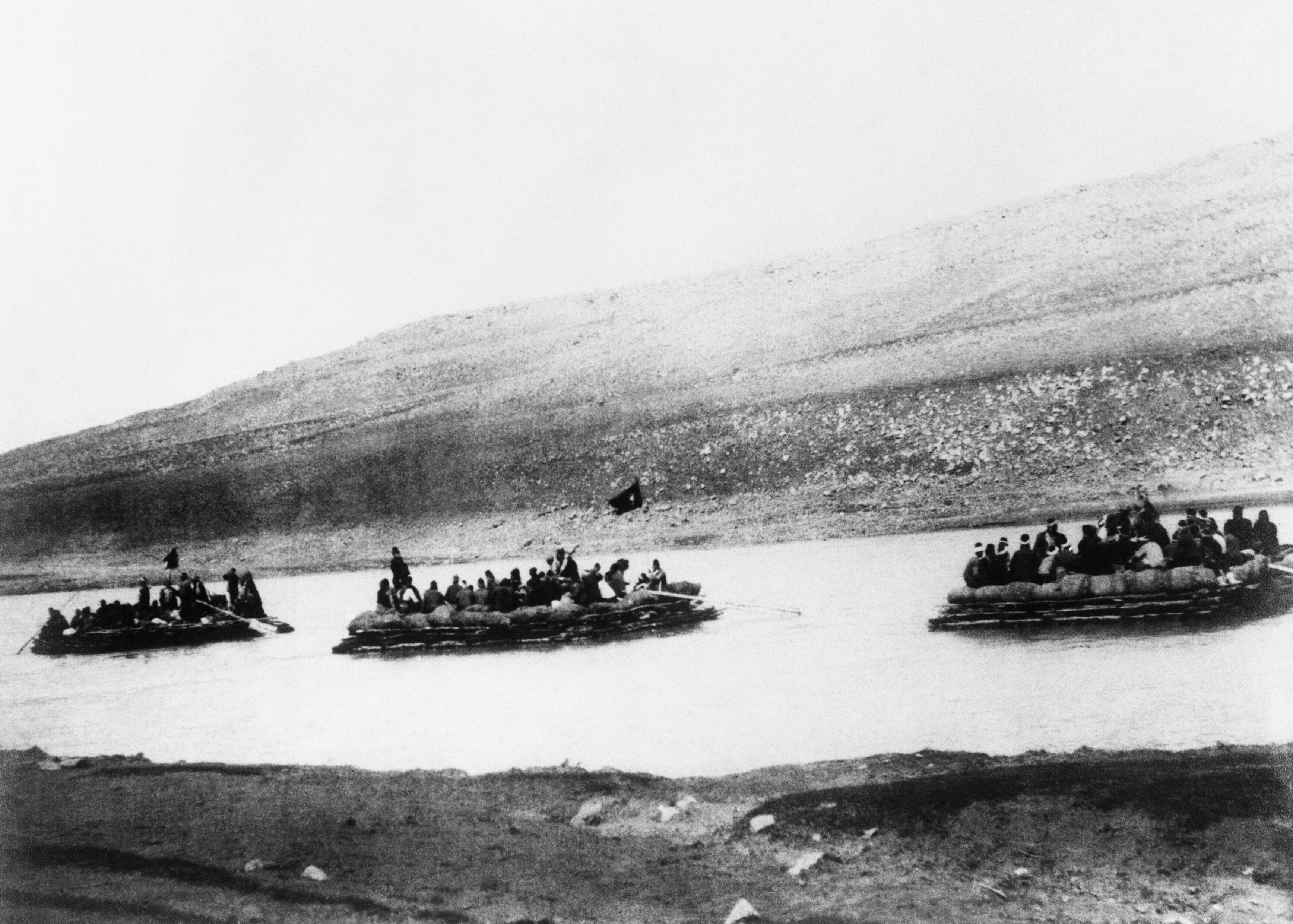
Bateaux de troupes descendant le Tigre, 1915-1916.

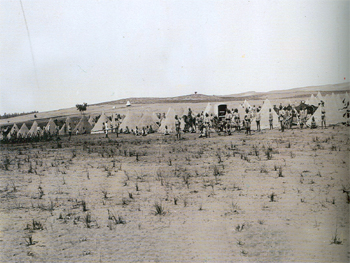
Camp de l'état-major de la 6e armée, 1916.

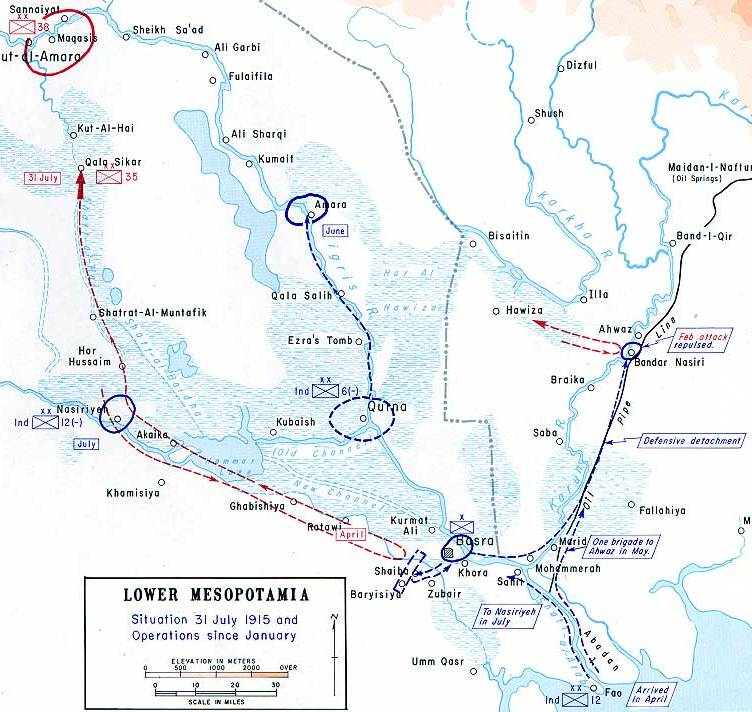
Campagne de Mésopotamie, 1915-1916.

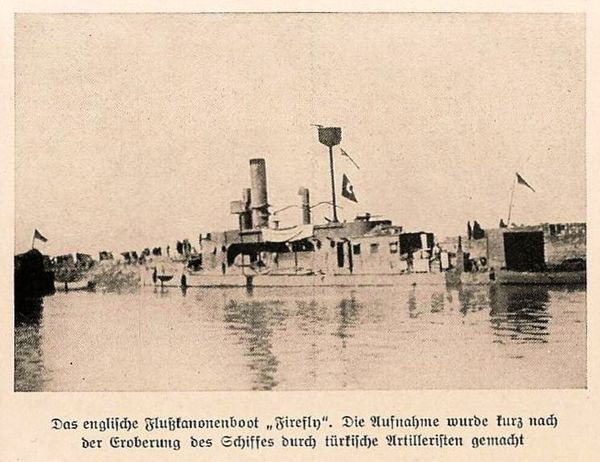
Canonnière fluviale britannique HMS Firefly capturée par les Ottomans et renommée Selman-ı Pak, 1916.

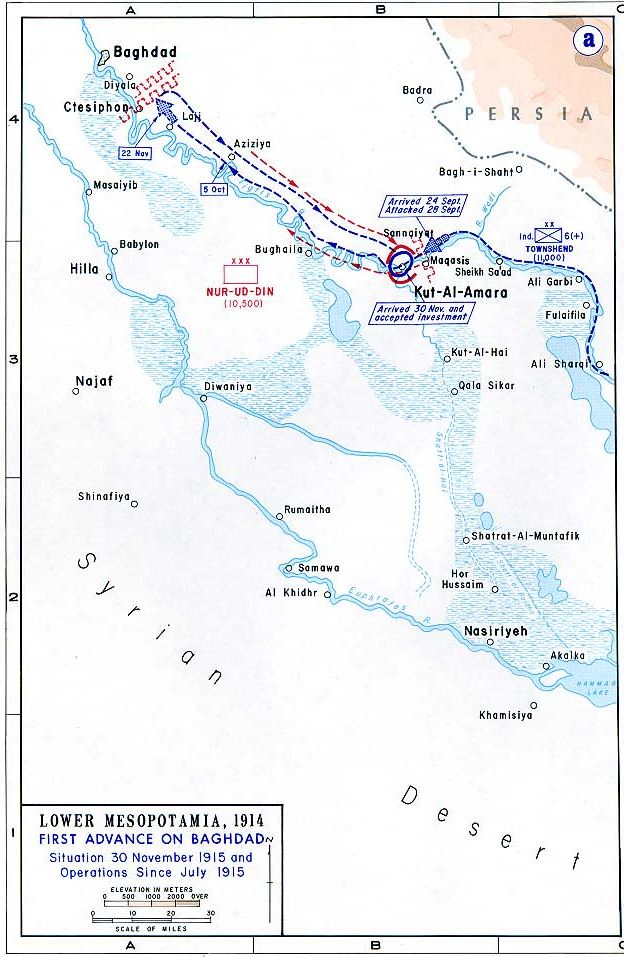
Bataille de Ctésiphon et retraite britannique vers Kut, décembre 1915.

Le corps expéditionnaire de Bassora reçoit des renforts de l'armée britannique de l'Inde et devient le 3e corps indien (général John Nixon). Il comprend notamment la 6e division indienne Poona (en) (général Charles Townshend). Nixon, avec l'approbation du commandement britannique de l'empire des Indes qui assure la direction effective des opérations en Asie, décide d'envoyer la 6e division Poona pour prendre Bagdad. Le 29 septembre, la petite armée de Townshend (une division renforcée) s'empare de la position bien fortifiée de Kut. Le 23 octobre, elle arrive à Aziziya, à 50 km de Bagdad.
L'état-major ottoman, réagissant à la menace britannique, envoie de nouveaux renforts en Irak : la 45e division d'infanterie, en garnison à Pozantı dans le vilayet d'Adana, reçoit l'ordre de déplacement le 22 août 1915. Ses régiments, renforcés par des réservistes, arrivent sur le terrain entre le 2 septembre et le 11 novembre : leurs premiers échelons sont envoyés à Kut. Deux autres divisions constituant le XVIIIe corps (général : Halil Bey), amenées du front du Caucase, arrivent à la fin de l'année : ce sont les 1re et 5e forces expéditionnaires, rebaptisées, le 20 septembre 1915, les 51e et 52e divisions. À la différence des autres unités présentes en Irak, ces 3 divisions se composent essentiellement de Turcs d'Europe et d'Anatolie. Plusieurs ont l'expérience de la campagne des Dardanelles, où les Ottomans avaient tenu en échec le débarquement britannique. Le corps provisoire de Halil Bey, devenu le XVIIIe corps, avait affronté les Russes à la bataille de Bitlis, battant en retraite en bon ordre tout en combattant sur 200 km en deux semaines : l'état-major lui fournit un renfort de 2 000 hommes du dépôt de Hınıs pour compléter son effectif.
Dès le 28 septembre, après la perte de Kut, Noureddine Bey commence à préparer une ligne fortifiée à la hauteur de Ctésiphon. Le 5 octobre, le Commandement régional d'Irak devient la 6e armée. L'état-major ottoman lui donne pour chef le vieux général allemand Colmar von der Goltz, ancien chef de la mission militaire allemande à Constantinople promu au rang de müşir (maréchal ottoman), qui commandait la 1re armée ottomane (en) en Thrace orientale, mais il n'arrivera à Bagdad que deux mois plus tard. En son absence, le commandement est assuré par le colonel Noureddine Bey, vétéran de la guerre gréco-turque et de la pacification du Yémen.

#### Ordre de bataille, août-septembre 1915
La 6e armée comprend les unités suivantes :
XIIIe corps :
- 35e division d'infanterie
- 38e division d'infanterie
- 45e division d'infanterie
  - 141e régiment d'infanterie (Smyrne avec un bataillon de réservistes de Hilla)
  - 3e régiment d'infanterie (Constantinople)
  - 142e régiment d'infanterie (Smyrne)
  - 1er bataillon (QF) du 25e régiment d'artillerie (Damas)[12].

XVIIIe corps (Halil Bey) :
- 51e division d'infanterie (Kâzım Bey)
  - 7e régiment d'infanterie (Izmit)
  - 9e régiment d'infanterie (Adapazarı)
  - 44e régiment d'infanterie (Kayseri)
  - 3e bataillon (mortiers de montagne) du 4e régiment d'artillerie (Edirne)
- 52e division d'infanterie (Bekir Sami Bey (en))
  - 37e régiment d'infanterie (Ankara)
  - 40e régiment d'infanterie (Daday)
  - 43e régiment d'infanterie (Yozgat)
  - 3e bataillon (mortiers de montagne) du 10e régiment d'artillerie (Ankara)[13].

Townshend, informé de l'arrivée de plusieurs divisions ottomanes, souhaite interrompre son avance pour attendre du ravitaillement et des renforts mais, le 24 octobre, il reçoit de Nixon l'ordre de continuer. La 6e division Poona se met en marche le 14 novembre : Townshend pense que les troupes ottomanes, manquant de fermeté et de discipline, se débanderont comme lors des batailles précédentes. L'historiographie turque attribue généralement les défaites ottomanes à la faible combativité des recrues arabes des 35e et 38e divisions.
Mais, à la hauteur de Ctésiphon, Townshend rencontre un barrage de 4 divisions ottomanes sous le commandement de Noureddine Pacha : la 35e sur la rive ouest du Tigre, les 38e et 45e sur la rive est, plus la 51e en réserve, au total 18 000 Ottomans de troupes régulières plus quelques milliers d'irréguliers arabes,contre 10 000 Indo-Britanniques. Lors de la bataille de Ctésiphon (22-25 novembre), aucune des deux armées n'arrive à percer : le 25, Noureddine Bey a donné l'ordre de battre en retraite vers le Diyala quand il apprend que Townshend est en train de se replier vers Kut. Townshend a été désagréablement surpris par la fermeté des troupes ottomanes et par la qualité de leurs fortifications : « Si quelqu'un veut battre les Turcs en terrain découvert, il doit frapper immédiatement. Les Turcs peuvent creuser des tranchées trois fois plus vite que les Britanniques ».

### Siège de Kut, décembre 1915 - avril 1916

#### Encerclement

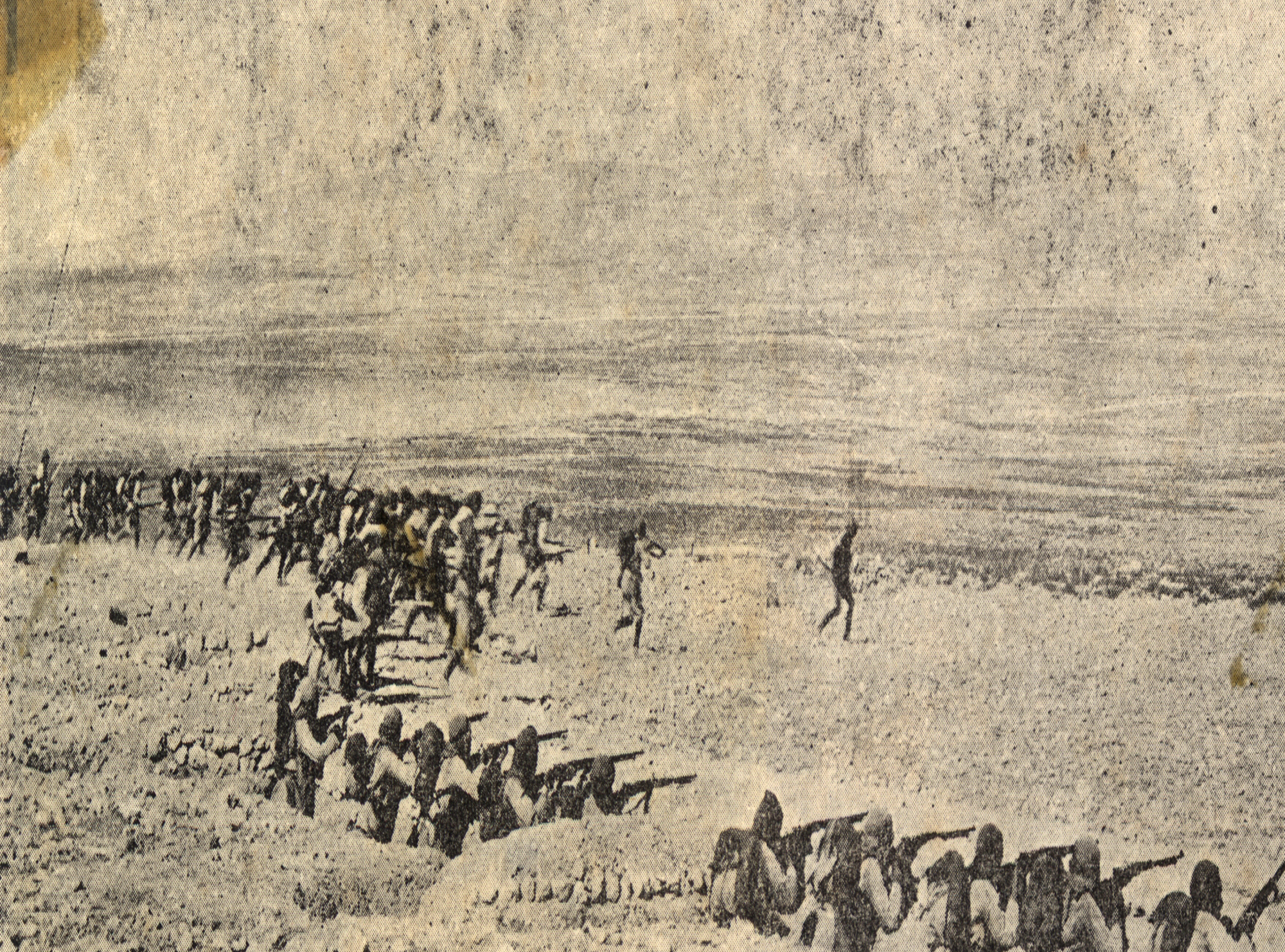
Infanterie ottomane au siège de Kut, 1916.

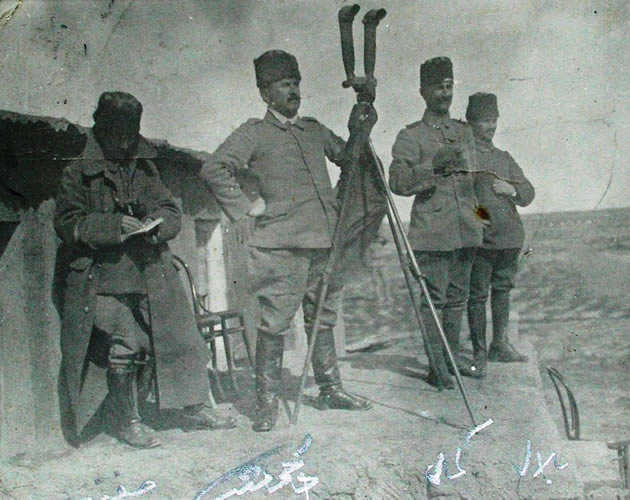
Kâzım Bey au siège de Kut, 1916.

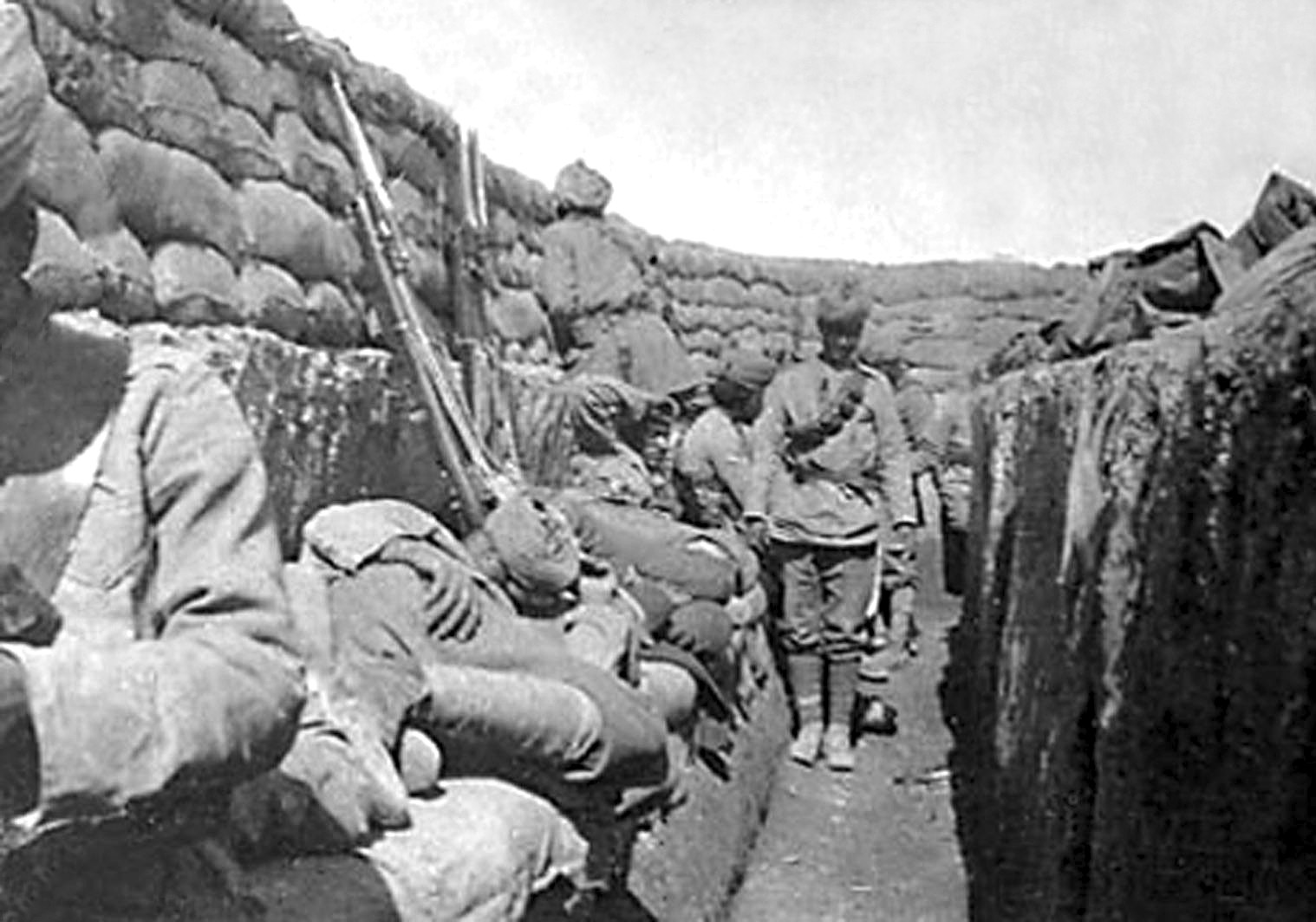
Soldats indiens du 92e régiment pandjabi, v. 1916

Noureddine Bey réorganise ses troupes, remplace les officiers perdus et, à partir du 27 novembre, envoie le XVIIIe corps à la poursuite des troupes britanniques. La cavalerie ottomane, commandée par Fazil Pacha, harcèle les Britanniques mais l'infanterie du XVIIIe corps, mal ravitaillée, doit ralentir sa poursuite. Le 3 décembre, Townshend, sur instruction de Nixon, arrête sa retraite à Kut pour reposer ses troupes, soigner les blessés et ne pas abandonner les considérables dépôts d’approvisionnement qui s'y trouvent : il estime que la position est assez forte pour résister aux attaques ottomanes. À partir du 5 décembre, l'armée de Noureddine Bey encercle Kut. Un détachement commandé par Mehmet Fazil Pacha, comprenant un bataillon d'infanterie, une batterie d'obusiers et de la cavalerie tribale, établit une première ligne de défense au sud de Kut. Puis les XIIIe et XVIIIe corps entreprennent de creuser des lignes de circonvallation et contrevallation autour du camp retranché britannique. Entre-temps, le 6 décembre, Colmar von der Goltz est arrivé à Bagdad avec un renfort d'artillerie et de mitrailleuses qui permettent d'interdire la circulation fluviale.
Bien que Noureddine Bey ne soit plus, nominalement, que le chef du XIIIe corps, c'est lui qui dirige les opérations des jours suivants. Les 9, 10 et 11 décembre, il ordonne une série d'attaques infructueuses : ses hommes, fatigués par plusieurs jours de poursuite et de travaux de tranchées, n'arrivent pas à percer les premières lignes britanniques. Les unités ottomanes, après les lourdes pertes de la campagne, sont tombées à 30 ou 40% de leur effectif théorique. Les unités indo-britanniques souffrent aussi de l'attrition mais ont l'avantage de la position défensive.
Colmar von der Goltz visite Kut le 12 décembre mais n'y passe que quelques jours : il rentre à Bagdad pour organiser les préparatifs d'une expédition en Perse. C'est Noureddine qui garde la conduite du siège.
Le 16 décembre 1915, l'effectif de la 6e armée s'élève à 1 028 officiers, 32 568 soldats, 9 413 animaux, 26 mitrailleuses et 53 canons. Elle comprend 20 018 hommes de troupes combattantes et 11 656 hommes de troupes de soutien, soit un nombre total d'hommes inférieur à l'effectif théorique d'un corps d'armée britannique de deux divisions. Son approvisionnement par le chemin de fer de Constantinople à Bagdad est lent et incertain : la voie ferrée ne traverse pas les défilés du Taurus, ce qui nécessite plusieurs transbordements. Elle n'a pas un seul aéroplane et le téléphone de campagne est souvent coupé par les Bédouins qui dérobent les câbles de cuivre. Son commandement manque de cartes d'état-major et doit se servir de cartes prises à un major britannique.
Le 21 décembre, l'Ordre no 1 de Colmar von der Goltz réorganise la 6e armée qui comprend les éléments suivants :
- Armée d'Irak (ancien commandement régional d'Irak)
- Colonne expéditionnaire de Perse
- Garnisons des XIIe et XIIIe corps
- 6e commandement de soutien[21].

Les 24-25 décembre, une nouvelle attaque menée par Halil Bey (XVIIIe corps) et Bekir Sami Bey (en) (52e division) est tout aussi infructueuse.
Le front de Mésopotamie n'est pas prioritaire dans les allocations d'armes et de munitions qui, en 1915, vont d'abord au front des Dardanelles et à celui du Caucase. Pendant l'année 1915, l'armée de Mésopotamie ne reçoit que 4 949 fusils, 10 canons, 8 mitrailleuses, 10 000 obus et 40 000 grenades à main.
Cependant, le siège de Kut attire l'attention de l'état-major ottoman : le 28 décembre, Enver Pacha, ministre de la guerre, envoie la 2e division en renfort depuis les Dardanelles.

#### Fin de la garnison britannique

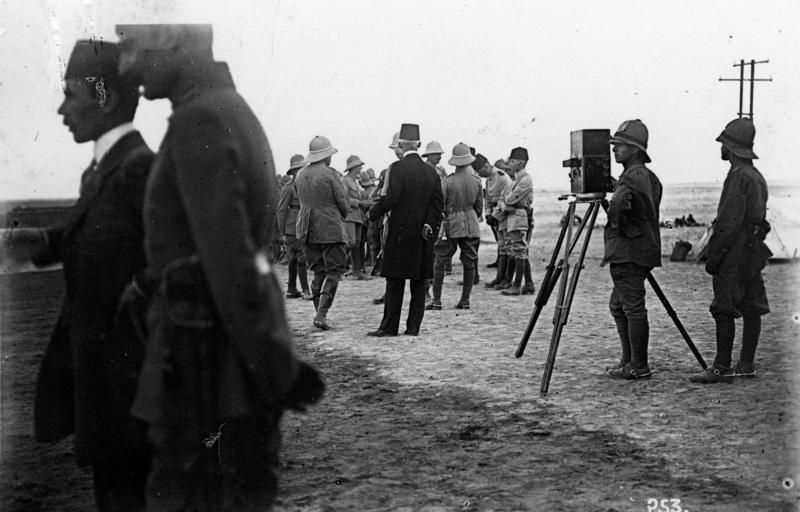
Exhumation du corps du maréchal Colmar von der Goltz, mort à Bagdad et ramené au cimetière allemand de Constantinople, avril 1916.

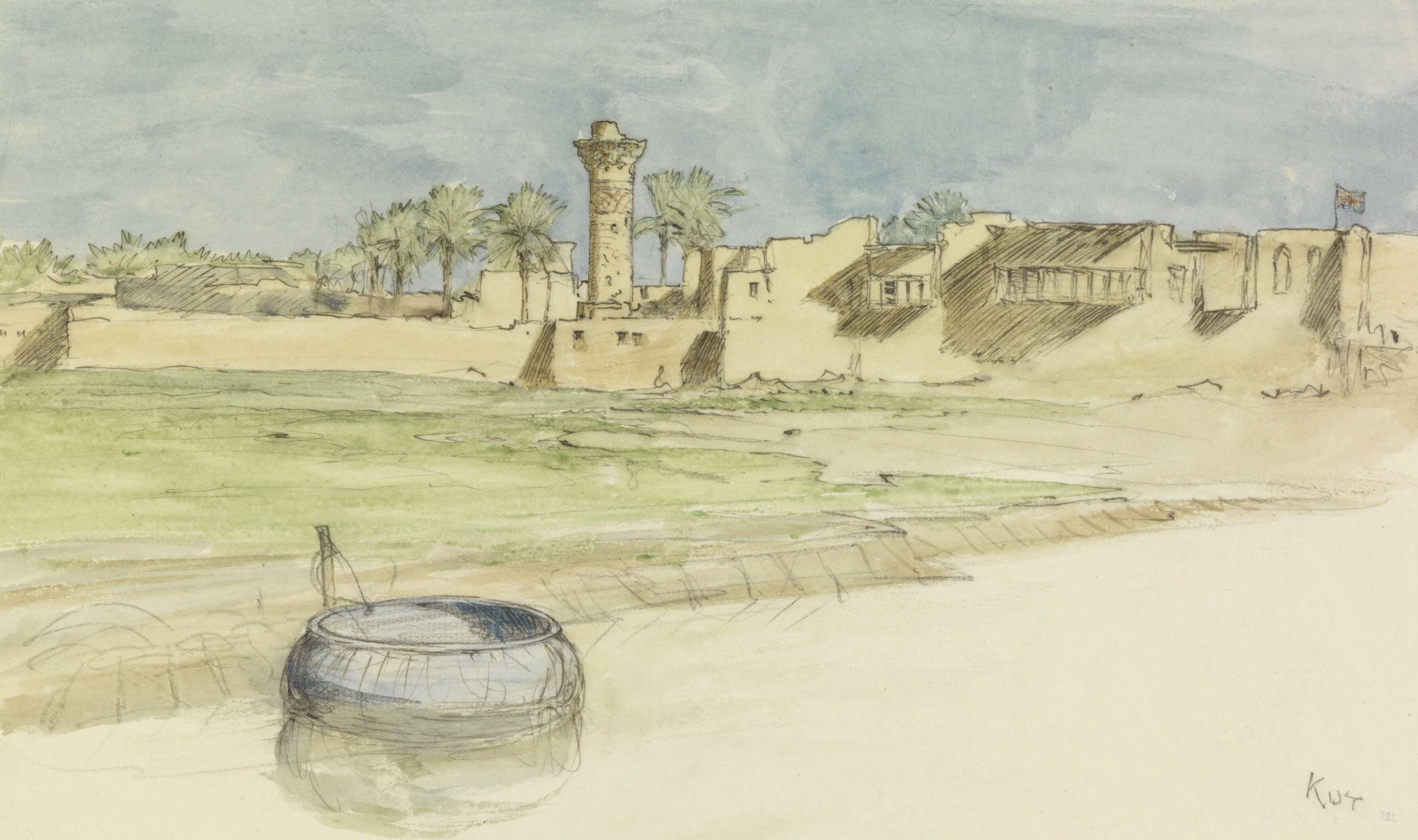
La ville de Kut et une barque sur le Tigre, dessin de, 1914-1918.

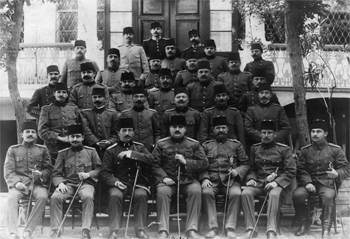
L'état-major de la 6e armée en 1916.

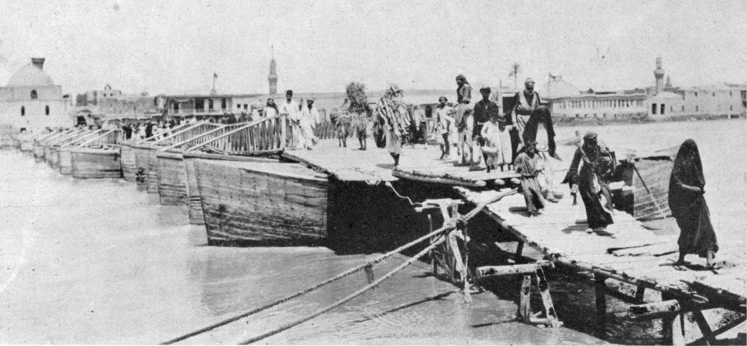
Pont de bateaux à Bagdad, Sven Hedin, 1918.

Colmar von der Goltz, malade, reste à Bagdad et laisse la direction du siège à Halil Bey qui prend le titre de Halil Pacha. Celui-ci dispose de 20 000 hommes pour encercler 10 000 soldats britanniques et indiens, 3 500 Indiens non combattants et 6 000 civils arabes pris dans l'encerclement. L'achèvement de la bataille des Dardanelles, en janvier 1916, permet de libérer de nouveaux moyens pour le front mésopotamien. Les tirs d'artillerie ottomans manquent de précision mais finissent par détruire une partie des barges ainsi qu'un grand nombre d'habitations : à la fin du siège, 50% des maisons sont en ruines. Au début de mars, l'armée assiégeante reçoit un soutien d'aviation turque, allemande et austro-hongroise qui bombardent le camp britannique sans grand résultat, le bombardement n'étant pas accompagné d'un assaut terrestre. En retour, une tentative britannique pour incendier le pont de bateaux du canal d'Al-Hay est déjouée : les mines improvisées lancées par les assiégés sont coulées avant d'atteindre le pont. Le mois de mars est marqué par des inondations et se termine par un violent orage. Les hautes eaux et le renforcement des batteries ottomanes de la rive droite rendent impossible tout secours venu du sud par la voie fluviale. Les Ottomans tirent à vue sur les civils arabes qui tentent de s'enfuir de Kut : ainsi, ils les obligent à rester et leur consommation réduit la quantité de nourriture disponible pour les soldats indo-britanniques.
Trois expéditions de secours britanniques, lancées depuis Bassora, sont repoussées à la bataille de Sheikh Saad (en) (6-8 janvier 1916), à la bataille de Wadi (en) (13 janvier) et à la bataille de Hanna (en) (21 janvier) et enfin à la bataille de Sannayat (21 avril).
Colmar von der Goltz, mort à Bagdad le 19 avril, est remplacé à la tête de la 6e armée par Halil Pacha. Une révolte arabe contre les Ottomans, dans les régions de Nadjaf et Kerbala, arrive trop tard pour modifier l'issue du siège.
Après ce dernier échec, la garnison affamée est réduite à capituler. Le 28 avril, Townshend, avec l'autorisation de Londres, fait proposer à Halil Pacha de laisser partir la garnison en échange d'un nombre égal de prisonniers ottomans et d'une rançon de 2 millions de livres sterling : devant le refus de celui-ci, il ordonne de détruire l'artillerie, les mitrailleuses, fusils, barges, sellerie et tous les équipements utilisables. Les 26 mules encore vivantes, sur 18 000 au début de la campagne, sont abattues.
Le 29 avril, Halil Pacha reçoit les négociateurs britanniques et leur parle courtoisement en excellent français mais est furieux d'apprendre que Townshend a fait détruire ses canons. Le général ottoman rejette encore quelques propositions supplémentaires, les Britanniques offrant d'approvisionner les civils arabes si on leur permet de faire venir des vivres pour leurs hommes, puis il tire sa montre et dit aux Britanniques en souriant : « En ce moment, messieurs, mon armée entre dans Kut ».

#### Ordre de bataille, août 1916
- XIIIe corps :
  - 2e, 4e et 6e divisions d'infanterie
- XVIIIe corps :
  - 35e, 45e, 51e et 52e divisions d'infanterie[33].

### Révolte chiite dans le sud de l'Irak
La révolte arabe du Hedjaz, qui commence en juin 1916, suscite une certaine inquiétude parmi les officiers turcs de la 6e armée qui craignent une contagion du nationalisme arabe, particulièrement parmi les jeunes de Bagdad. Cependant, c'est parmi les chiites du sud de l'Irak que le mécontentement se fait sentir. En mai 1916, à la suite d'une provocation (selon une version, un responsable ottoman était entré avec son chien dans le mausolée de l'imam Ali, lieu sacré des chiites), une révolte éclate : des déserteurs chiites s'emparent de Najaf et en chassent l’administration ottomane. La révolte s'étend ensuite à Kerbala et Hilla. Ce n'est qu'en novembre que les autorités militaires arrivent à la réprimer : 126 habitants de Hilla sont pendus et plusieurs milliers déportés vers Diyarbakır. Bien qu'un des principaux clercs chiites soit resté fidèle aux Ottomans, cet épisode laisse un fort ressentiment dans la communauté chiite.

### Reprise de l'offensive britannique

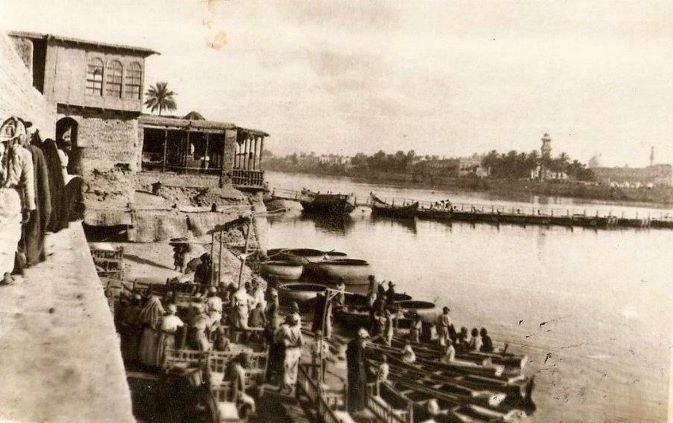
Quartier de Karkh à Bagdad, 1917.

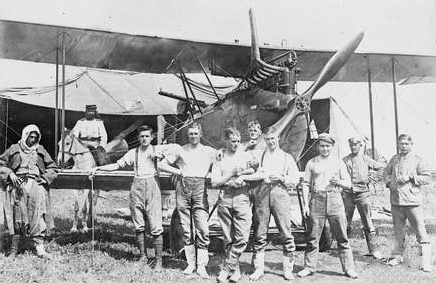
Soldats allemands devant un avion de reconnaissance AEG C.IV au Moyen-Orient, v.1917.

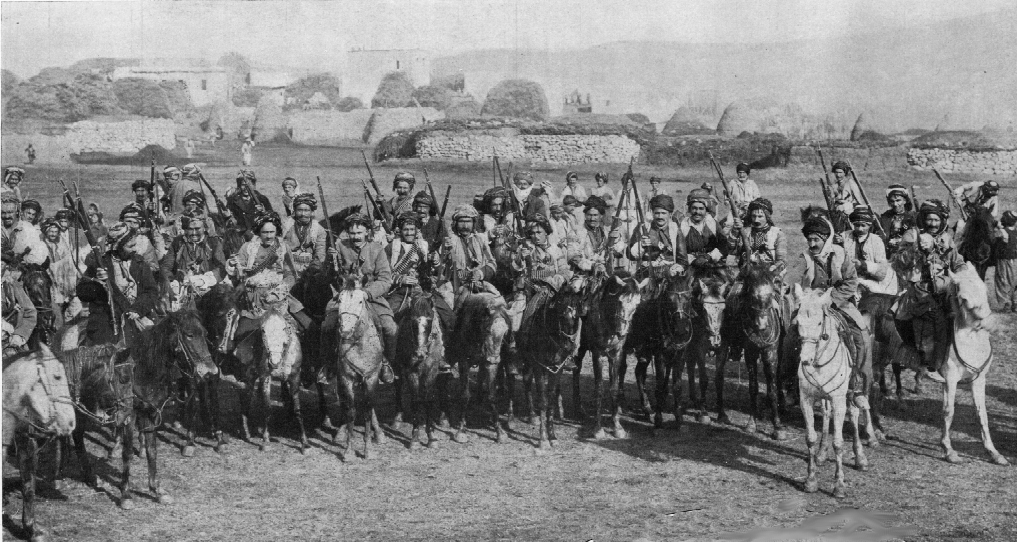
Cavalerie irrégulière kurde, janvier 1915.

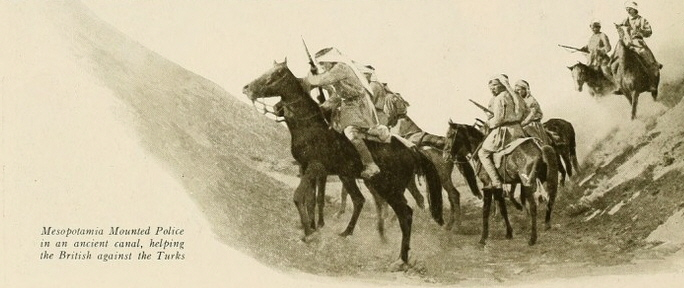
Police montée arabe dans un canal à sec dans la zone d'occupation britannique, 1919.

À la fin de 1916, les troupes indo-britanniques du général Frederick Maude reprennent l'offensive en Irak avec des moyens techniques supérieurs : aviation du Royal Flying Corps, voitures blindées et une puissante artillerie. Elles remportent la bataille d'Al-Hay (en) (14 décembre 1916 - 4 février 1917) et reprennent Kut le 25 février. Elles poursuivent leur avance avec la prise de Bagdad (5 - 11 mars 1917) : les troupes ottomanes évacuent la ville avant l'entrée des Britanniques. Les Britanniques tentent d'encourager les Arabes et les Kurdes à se soulever contre les Ottomans, sans grand succès car leur politique ne prévoit pas de promettre l'indépendance aux Arabes. Dans leur zone d'occupation, ils créent une force auxiliaire d'éclaireurs arabes de la tribu Muntafiq et un détachement de cavaliers kurdes dans la région montagneuse de Khanaqin. Mais ils doivent subir eux-mêmes les attaques d'irréguliers appelés « budhoos ».

#### Ordre de bataille, décembre 1916
- XIIIe corps :
  - 2e, 4e et 6e divisions d'infanterie
- XVIIIe corps :
  - 45e, 51e et 52e divisions d'infanterie[37].

#### Ordre de bataille, août 1917, janvier 1918, juin 1918
- XIIIe corps :
- 2e et 6e divisions d'infanterie
- XVIIIe corps :
  - 14e, 51e et 52e divisions d'infanterie
- 46e division d'infanterie[38].

### Derniers combats en 1918

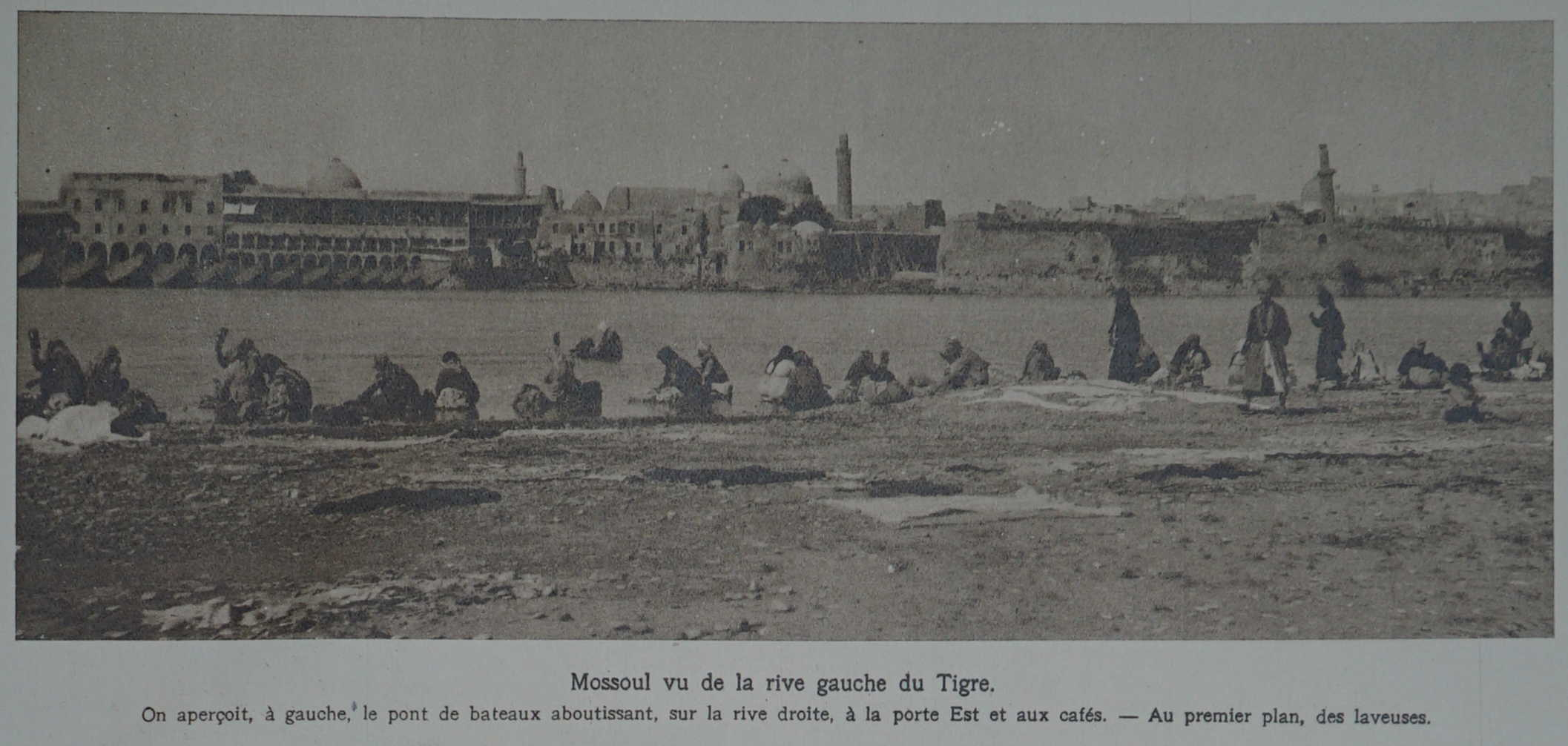
Mossoul, L'Illustration, 1920.

Le 30 juin 1918, Halil Pacha est remplacé à la tête de la 6e armée par Ali İhsan Pacha.
L'équipement de la 6e armée s'améliore : elle reçoit le concours d'unités allemandes et austro-hongroises (de) qui lui apportent un soutien technique et deux petites unités aériennes.

#### Ordre de bataille, septembre 1918
- XIIIe corps :
  - 2e et 6e divisions d'infanterie
- XVIIIe corps :
  - 14e et 46e divisions d'infanterie[39].

Les forces ottomanes tiennent encore une ligne défensive au sud-est de Mossoul, avec 11 000  à   5 500 hommes et 42 canons sur la rivière Fatha et le Petit Zab, 2 500 hommes et 30 canons autour de Kirkouk. Le 21 octobre 1918, les forces indo-britanniques, très supérieures en nombre et dotées d'autos blindées, lancent une offensive et enfoncent les lignes ottomanes. Le 22 octobre, le commandement allemand ordonne le départ de tous les militaires allemands. Le 26 octobre, la prise d'Alep par l'armée britannique de Syrie vient couper la seule liaison ferroviaire des Ottomans. Après une série de durs combats lors de la bataille de Kirkouk, les troupes ottomanes, décimées et épuisées, présentent leur reddition le 30 octobre. La 6e armée se réduit à 1 650 hommes et 32 canons à Mossoul, 1 200 hommes et 12 canons à Altun Kupri (en), ville que les Ottomans doivent évacuer. Les Britanniques arrivent à Qayyarah, à 65 km de Mossoul, et marquent une pause pour attendre leur ravitaillement lorsqu'ils reçoivent la nouvelle de l'armistice de Moudros, signé par le gouvernement ottoman, qui met fin aux hostilités et ordonne le retrait des troupes ottomanes de Mésopotamie.

## Après l'armistice

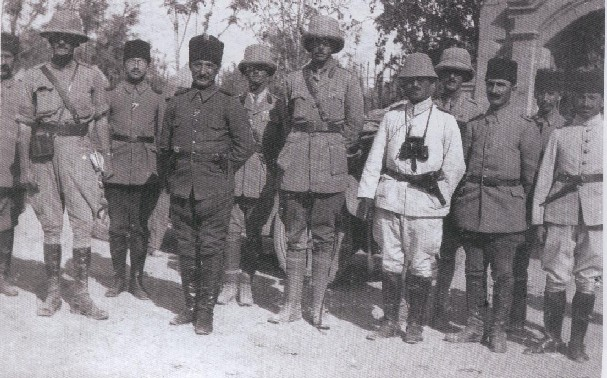
Ali İhsan Pacha (toque noire, premier plan à g.) et Dadayli Halit Bey (à dr.) après l'armistice avec les officiers britanniques, novembre 1918.

Les restes de la 6e armée campent provisoirement dans le nord de l'Irak en attendant leur rapatriement en Anatolie. En novembre 1918, ils comprennent les unités suivantes :
- XIIIe corps :
  - 2e et 6e divisions d'infanterie[40]

Les clauses de l'armistice ne précisent pas les limites de la Mésopotamie, terme non usuel pour les Ottomans et assez imprécis pour les Britanniques, et en particulier s'il faut y inclure Mossoul. Le 1er novembre, Ali İhsan Pacha demande aux Britanniques de ne pas dépasser Qayyarah mais, le même soir, le brigadier général britannique Cassels reçoit l'ordre d'occuper Mossoul. Le 2 novembre, il arrive aux portes de la ville qu'Ali İhsan Pacha refuse toujours d'évacuer. Ce n'est que le 7 novembre que les Ottomans se retirent, laissant Mossoul et ses gisements de pétrole (connus mais encore peu exploités) aux mains des Britanniques.
C'est le point de départ de la question de Mossoul (en). Les Turcs et les irréguliers kurdes s’accrochent à la région de Mossoul où ils commettent des massacres de chrétiens arméniens et assyriens. En 1919, les Britanniques créent une force auxiliaire de 2 000 Assyriens (Assyrian Levies (en)). Au total, les révoltes et violences entre Turcs, Kurdes, chrétiens et britanniques font environ 100 000 victimes dont un tiers de tués.

## Commandants

Commandants de l'armée ottomane d'Irak
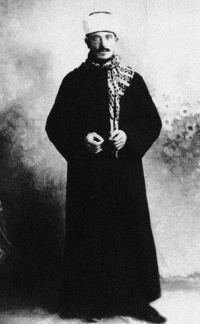
Süleyman Askerî (en)
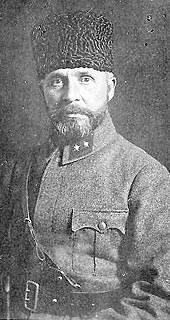
Noureddine Pacha
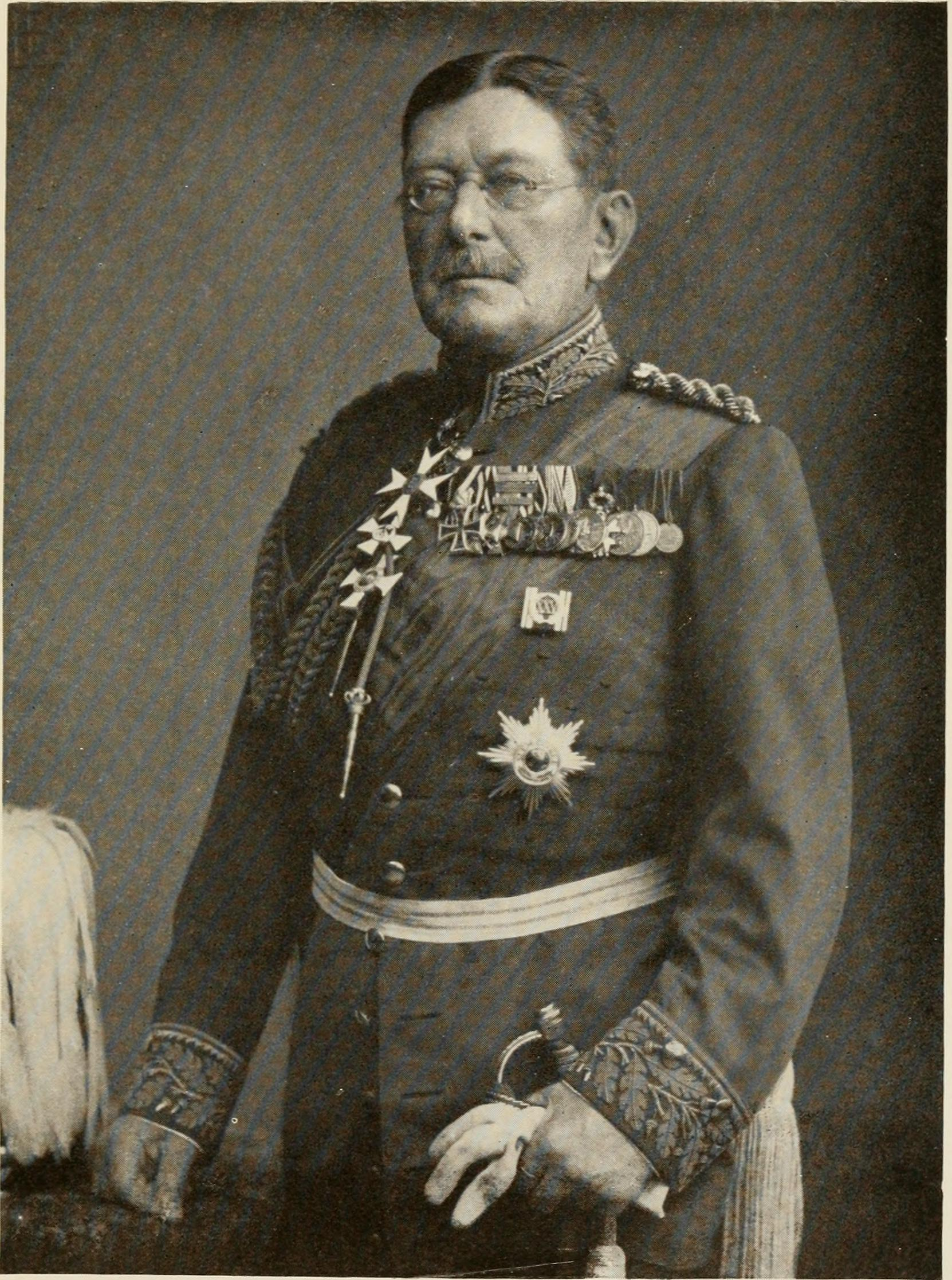
Colmar von der Goltz
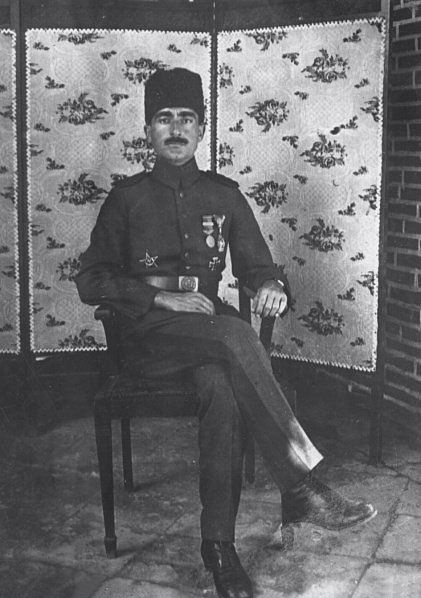
Halil Pacha
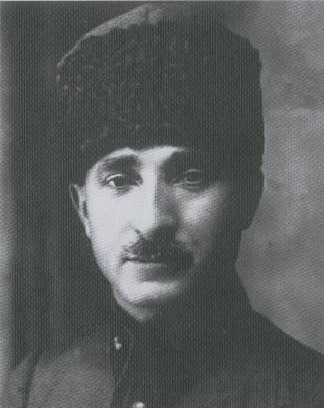
Ali İhsan Pacha

### Sources et bibliographie
- (en) Cet article est partiellement ou en totalité issu de l’article de Wikipédia en anglais intitulé « Sixth Army (Ottoman Empire) » (voir la liste des auteurs) dans sa version du 30 juin 2017.
- (en) Edward Erickson, Ottoman Army effectiveness in World War I : a comparative study, London New York, Routledge, coll. « military history and policy » (no 26), 2007, 236 p. (ISBN 978-0-415-77099-6, OCLC 150324945, lire en ligne).
- (en) Ian Drury, The Russo-Turkish War 1877, Londres, Osprey, coll. « Men-At-Arms », 1994, 119 p. (ISBN 978-1-78200-236-9, OCLC 882954325, lire en ligne).
- (en) Edward J. Erickson (préf. Briton C. Busch), Defeat in Detail : The Ottoman Army in the Balkans, 1912-1913, Westport, Conn, Praeger, 2003, 403 p. (ISBN 978-0-275-97888-4, lire en ligne).
- (en) Edward J Erickson (préf. General Hüseyin Kivrikoğlu), Ordered to die : a history of the Ottoman army in the First World War, Westport, CT, Greenwood Press, coll. « Contributions in military studies » (no 201), 2001, 265 p. (ISBN 978-0-313-31516-9, OCLC 43481698, lire en ligne).
- Ryan Gingeras, Fall of the Sultanate: The Great War and the End of the Ottoman Empire, 1908-1922, Oxford University Press, 2016
- Fabrice Monnier, 1916 en Mésopotamie : Moyen-Orient : naissance du chaos, CNRS, 2016, 336 p. (ISBN 978-2-271-09269-4, présentation en ligne)
- (en) Ronald Millar, Kut : the death of an army, Place of publication not identified, Pen & Sword Military, coll. « Contributions in military studies » (no 201), 2017, 336 p. (ISBN 978-1-4738-9202-6 et 978-1-473-89201-9, OCLC 971595666, lire en ligne).
- (en) Jan Hallenberg, The Iraq War : European perspectives on politics, strategy and operations, London New York, Routledge, coll. « Contemporary security studies », 2005, 253 p. (ISBN 978-0-415-36293-1, OCLC 1073141446, lire en ligne)
- (en) Ian Rutledge, Enemy on the Euphrates : the British Occupation of Iraq and the Great Arab Revolt 1914-1921, New York, Saqi, 2014, 477 p. (ISBN 978-0-86356-170-2 et 978-0-863-56767-4, OCLC 951245119, lire en ligne)
- Kristian Coates Ulrichsen, La politique britannique en Mésopotamie (avril 1916-mars 1917), Orient XXI, 27 novembre 2015